# Brianna og Brittany McConnell
Megan Brianna og Morgan Brittany McConnell (de bruger deres mellemnavne) (født 20. august 1993) er amerikanske børne-tvillinge-skuespillere.
De spillede Belle Black i Horton-sagaen fra 1995 til 1998. De har også spillet "Lexi" i Baby Geniuses, og da de var helt små spillede de Arnold Schwarzeneggers baby i komediefilmen Junior.